# Ґолиця (Західнопоморське воєводство)
Ґолиця (пол. Golica, нім. Gülz) — село в Польщі, у гміні Свешино Кошалінського повіту Західнопоморського воєводства.
У 1975-1998 роках село належало до Кошалінського воєводства.